# Fors, Kungsbacka
Fors är en stadsdel och ett större bostadsområde i Kungsbacka, beläget på Forsberget i östra delen av tätorten. 
Ursprungligen bestod Fors av skog- och lantbruksmark, men började bebyggas i början på 1960-talet, huvudsakligen med villor. En relativt stor utbyggnad av både hyresrätter och bostadsrätter skedde från slutet av 70-talet fram till början av 90-talet.
Vägar och gator i Fors är döpta efter blåsinstrument (till exempel Fagottvägen, Basunvägen, Trumpetvägen, Klarinettvägen, Saxofonvägen) eller blomnamn (Violgatan, Solrosvägen, Gullvivegatan, etc). I området finns goda möjligheter till sport- och fritidsaktiviteter då kommunen har byggt och underhåller flera fotbollsplaner, basketplaner, landhockeyplaner samt lekplatser.
Runt området Fors går ett motionsspår med en total distans av cirka 3 km (2980 m). Underlaget är grus och spåret är kuperat. Motionsspåret sköts av Kungsbacka kommun och är belyst mellan 06.00 och 22.00. Motionsspåret nyttjas ofta av de närliggande skolorna Hålabäckskolan , Nova Montessoriskola och Vittra Forsgläntan.
I anslutning till bostadsområdet ligger golfbanan Forsgårdens GK. Forsgårdens GK fick under 90-talet arrangera Scandinavian Masters under två år. Tävlingen flyttades sedermera till Barsebäck GCC. 